# Katarína Lazarová
Katarína Lazarová (Výčapy-Opatovce, 13 febbraio 1914 – Bratislava, 21 giugno 1995) è stata una scrittrice slovacca.
Dopo aver esordito con i racconti I compagni (Kamaráti) (1949) e Tre dal cielo (Traja z neba) (1950), conobbe un'ampia popolarità con il romanzo Il nido di vespe (Osie hniezdo) (1953).
Al mondo contadino e ai suoi disagi sono dedicati anche i romanzi successivi, La montagna delle salamandre (Mločia hora) (1961) e Il drago incatenato (Šarkan na reťazi) (1962), mentre negli anni sessanta e settanta si è rivolta con successo al genere poliziesco. Tra le sue opere di questo periodo: La principessa di Lemuria (Knažná z Lemurie) (1964), I nani (Trpaslíci) (1966), Il pellegrinaggio di Sant'Anna (Putovanie svätej Anny) (1968), I lupi mannari (Vlkolaci) (1970), Case di vedove (Vdovské domy) (1977).
Ha scritto anche un libro per bambini Il racconto dell'uomo di neve (Povesť o snežnom človeku) (1966).
| Controllo di autorità | VIAF (EN) 20699883 · ISNI (EN) 0000 0001 1043 2980 · GND (DE) 127282874 |